# Sailor Pen
Sailor – spółka produkująca przybory piśmiennicze (pióra wieczne, długopisy, atrament) założona w 1911 r. przez Kyugoro Sakata. Kyugoro Sakata był inżynierem w porcie w Hiroszimie, gdzie z działaniem piór wiecznych zapoznał go angielski przyjaciel, który był marynarzem. Stąd wzięła się nazwa przyszłej spółki oraz jej logo-kotwica (od ang. sailor „marynarz”).

## Historia
W 1911 r. Kyugoro Sakata i jego brat założyli Sakata-Manufactory, gdzie produkowano złote stalówki. W 1917 r. produkcję przeniesiono do Hamadacho, a nazwę zmieniono na Sailor Pen Sakata-Manufactory Co. Ltd. Wtedy spółka wyprodukowała pierwsze pióra, co czyni ją pierwszym producentem piór wiecznych w Japonii.
Krótko po II wojnie światowej, po 2 latach prac, w 1948 r. Sailor wyprodukował długopis. W 1949 r. spółka odkryła plastikowy system do napełniania atramentu i rozpoczęła produkcję pierwszego japońskiego pióra wykorzystującego plastik. Od tego czasu korpus i skuwka produkowane były z ebonitu i celuloidu. W 1954 r. Sailor odkrył (jako pierwszy w Japonii) system podawania atramentu za pomocą nabojów. Pióra z takim systemem wprowadzono na rynek w 1958 r. W 1963 r. spółka wprowadziła model podręcznego, małego pióra z klipsem skuwki, który pozwalał na noszenie pióra w brustaszy lub kieszeni koszuli. Pierwszym na świecie piórem ze stalówką z 21 karatowego złota (21K=87,5% czystego złota) było pióro Sailor, które sprzedało się z ponad milionowym nakładem. Spółka wypuściła również pierwszego tzw. brush pena (od ang. brush pen „pędzel-pióro”), rodzaj przyrządu do pisania wywodzący się z japońskich pędzli do kaligrafii. W latach 70. XX w. rynek piór przeżywał kryzys. Odpowiedzią spółki było wypuszczenie serii kolorowych piór dla najmłodszych pod nazwą Candy w 1976 r., co okazało się sukcesem, gdyż na całym świecie pióra tej serii sprzedały się w liczbie 15 mln sztuk w ciągu 4 lat. Dużą sprzedażą cieszyły się również pióra z serii Chalana.
W 1981 r. Sailor wypuścił pióra serii 1911 którego nazwa nawiązywała do roku rozpoczęcia historii spółki. Pióra te wykorzystywały wypracowane przez spółkę rozwiązania.

## Galeria

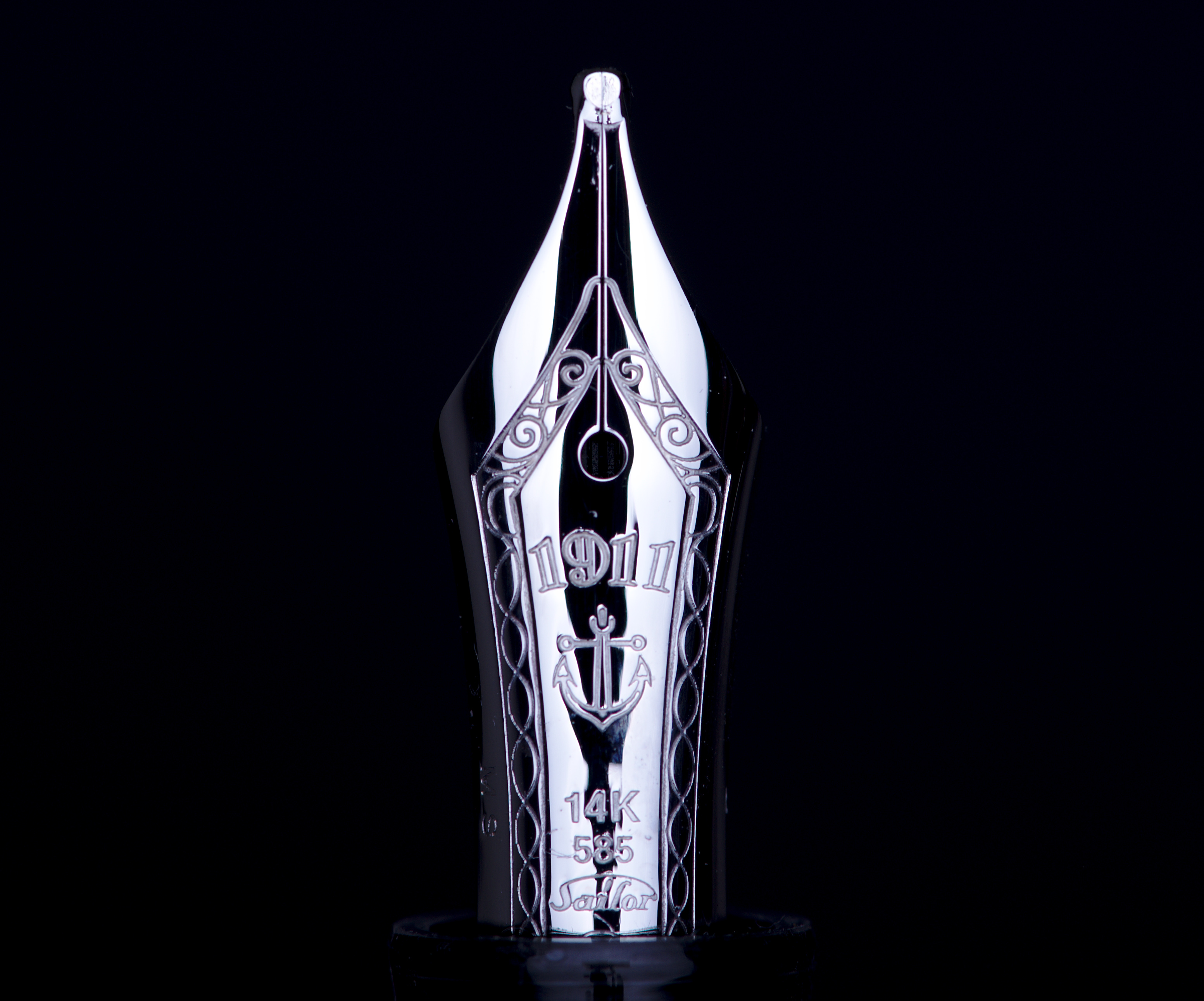
14 K stalówka muzyczna
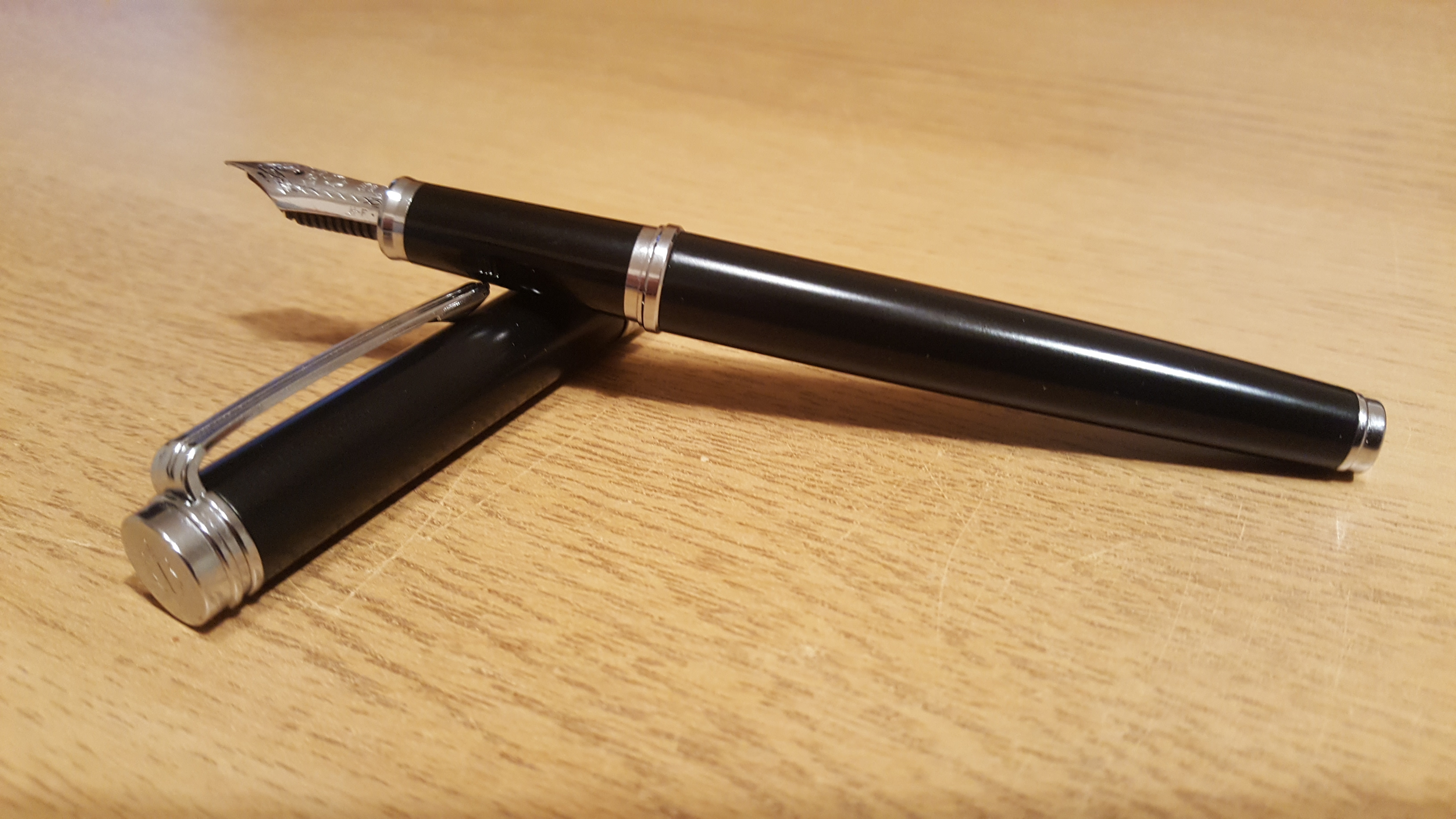
Pióro marki Sailor, model Barcarolle (stalówka: 14 K, H-F)
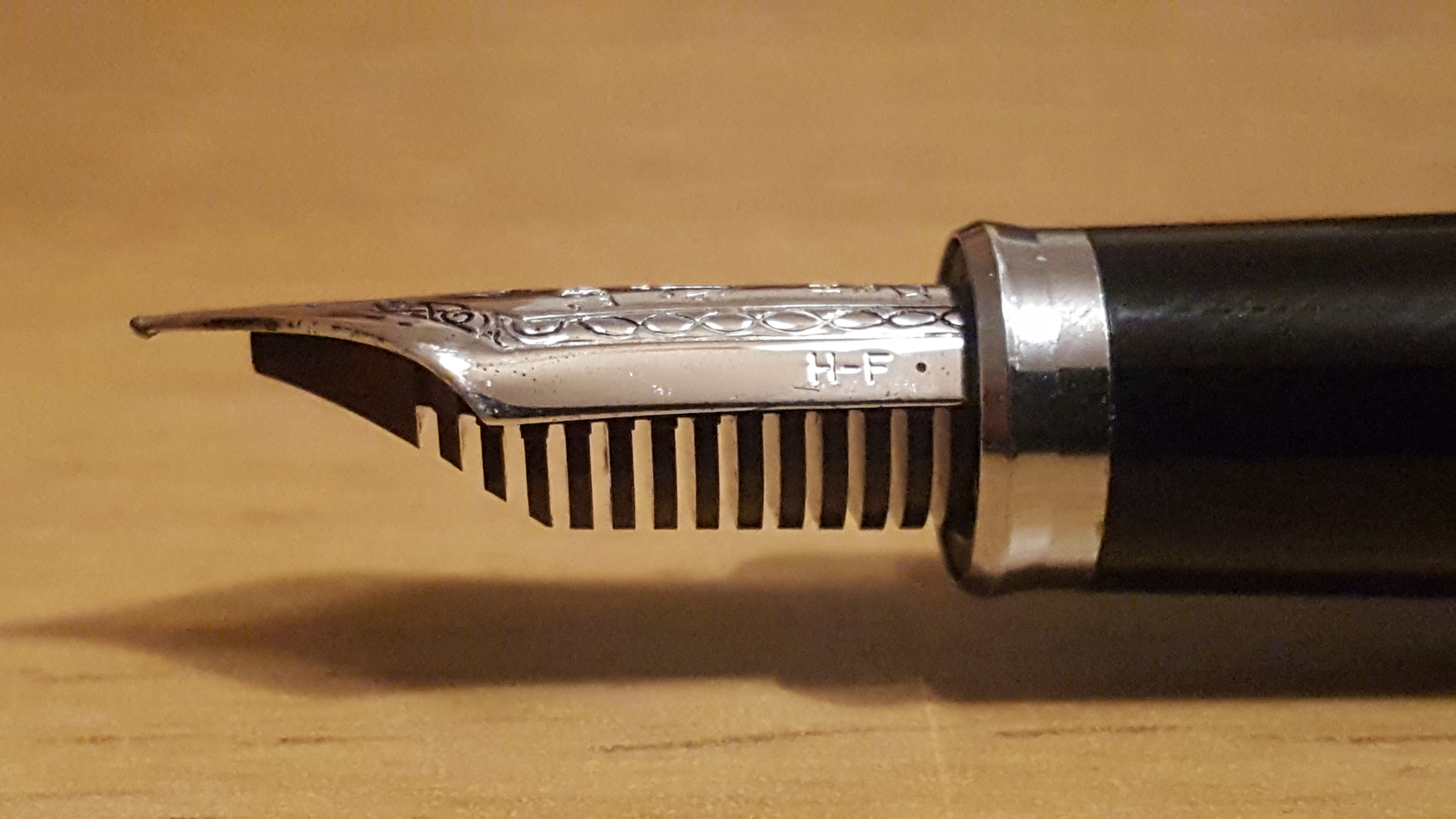
Stalówka 14K z widocznym oznaczeniem H-F (stalówka twarda cienka)
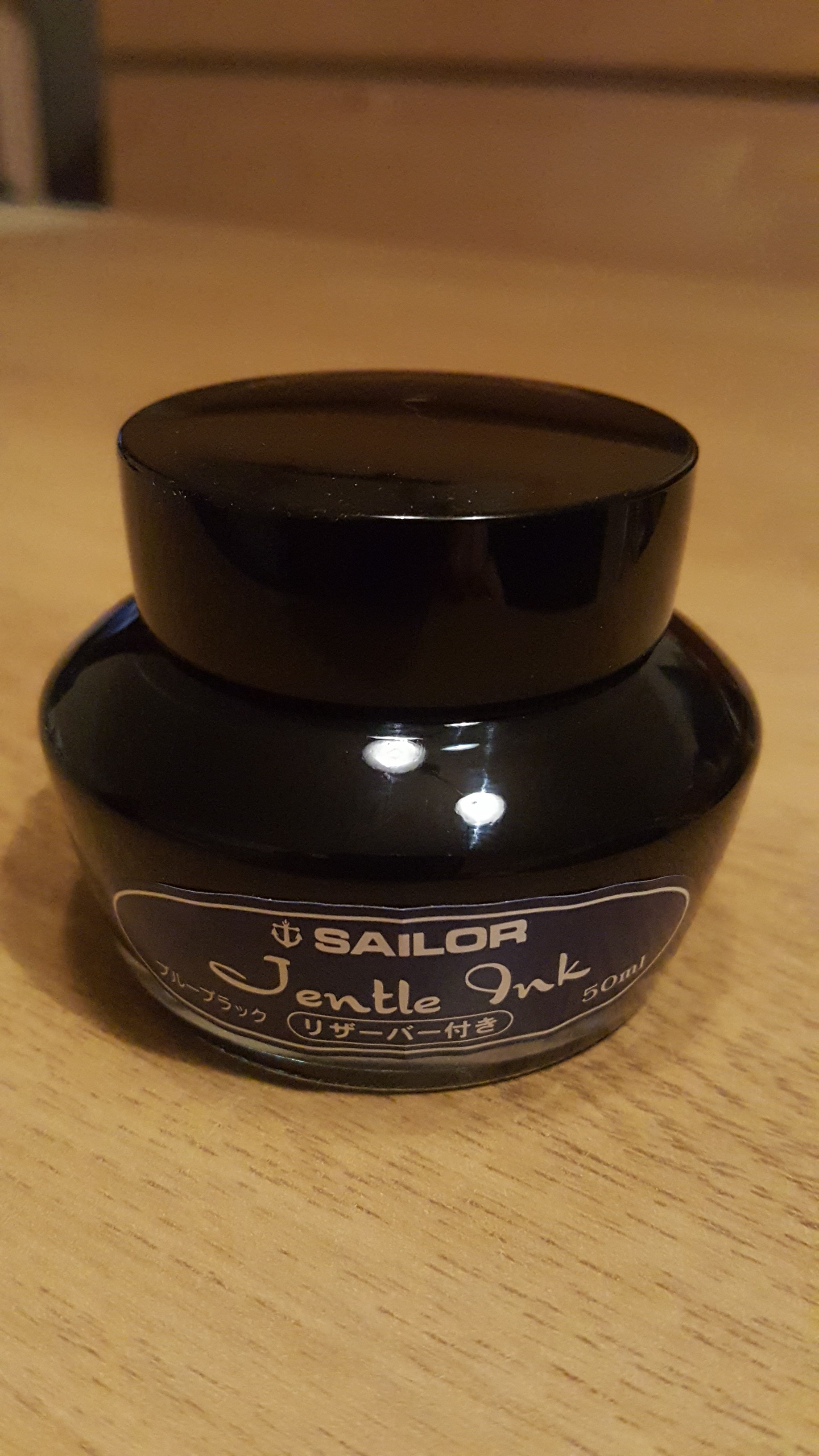
Atrament Sailor Jentle Ink, kolor BBK (blue-black)